# Erebia rosae
Erebia rosae är en fjärilsart som beskrevs av Constantini 1916. Erebia rosae ingår i släktet Erebia och familjen praktfjärilar. Inga underarter finns listade i Catalogue of Life.